# West-Europese hittegolf van 2006

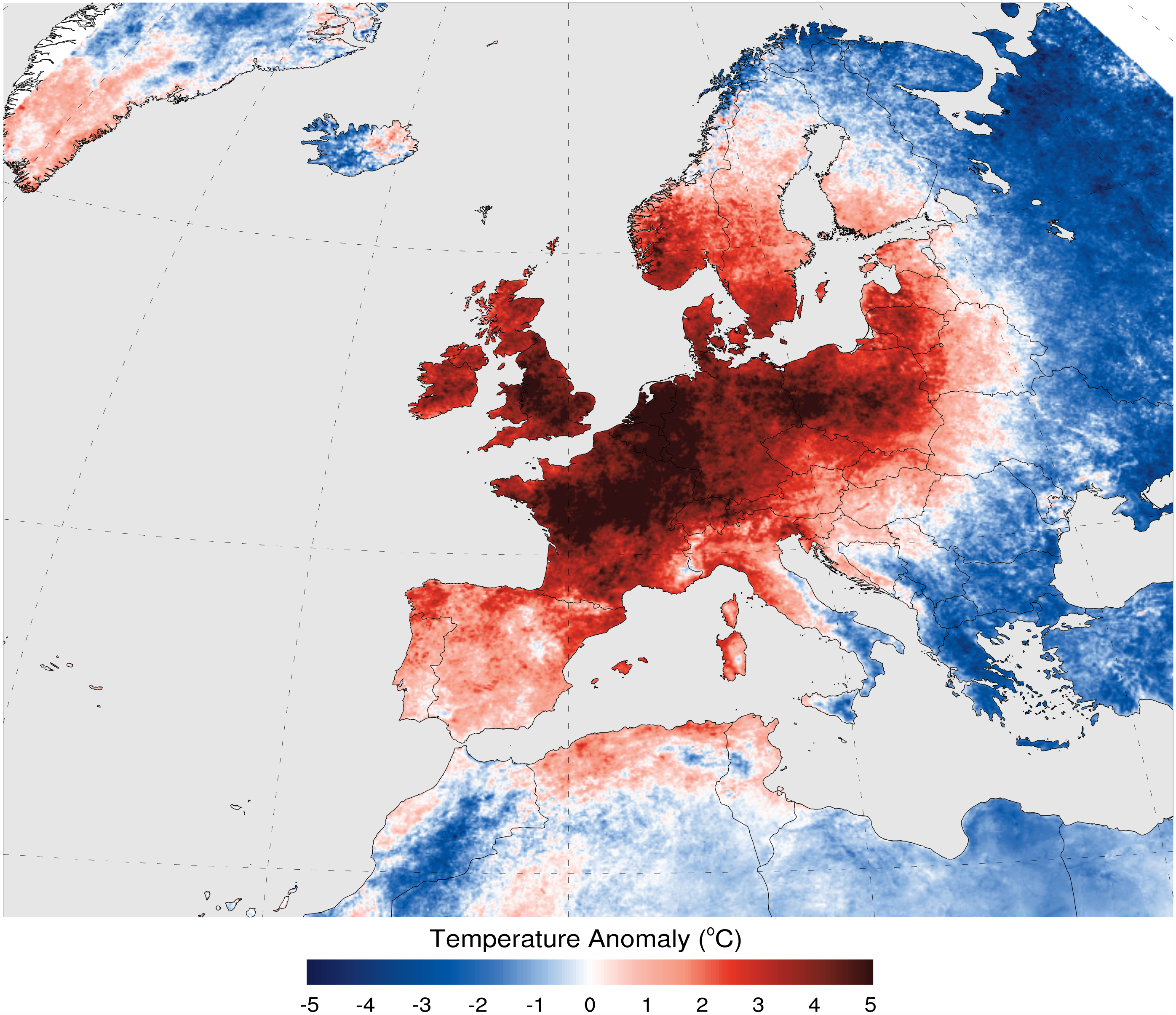
Temperatuurafwijkingen binnen Europa in juli 2006 (ten opzichte van de periode 2000-2012).

De West-Europese hittegolf van 2006 was een periode van extreem heet weer die eind juni 2006 in West-Europa begon. De getroffen landen waren onder andere Nederland, België, Frankrijk, Verenigd Koninkrijk, Italië en Duitsland.
Verscheidene records werden gebroken. In Nederland, België, Duitsland en het Verenigd Koninkrijk was juli 2006 de warmste maand sinds het begin van de officiële metingen. Volgens de Verenigde Naties werden Nederland en België door een enorme natuurramp getroffen.

## Nederland

### Juli 2006
Volgens het KNMI was juli 2006 de warmste maand ooit in Nederland gemeten. De hoogste temperaturen werden op 19 juli gemeten. Op vele plaatsen (vooral in het zuidoosten) waren de maximumtemperaturen twee weken lang 30 °C of hoger.
Door deze hitte overleden er in deze maand ongeveer 500 tot 1000 meer mensen dan gewoonlijk.
De Vierdaagse in Nijmegen werd na één dag afgelast toen een aantal mensen door de hitte bezweken. Twee mensen overleden die dag aan de gevolgen van een zonnesteek. Toen voor de volgende dagen temperaturen werden voorspeld van 36 °C en hoger, besloot de organisatie de rest van het evenement te annuleren.
De hoogste temperatuur gemeten was 37,1 °C in Westdorpe (Zeeland).
Op dagen met temperaturen van 30 °C of hoger, en op dagen zonder wind, was het smogniveau hoog.
Nederland had met name in juni en juli te maken met droogte. Zo liep het neerslagtekort op van 20 mm in begin juni naar 200 mm eind juli. In juni en juli regende het nauwelijks. De neerslag in juni was gemiddeld 5 mm. Augustus was een vrij koele en zeer regenachtige maand.